# Meriones crassus
Meriones crassus is een zoogdier uit de familie van de Muridae. De wetenschappelijke naam van de soort werd voor het eerst geldig gepubliceerd door Sundevall in 1842.